# Quarta parete
Quarta parete è un'espressione che indica, nella terminologia dello spettacolo, un "muro immaginario" posto di fronte al palcoscenico, attraverso il quale lo spettatore osserva l'azione che si svolge nell'opera rappresentata. È idealmente il completamento delle tre pareti che normalmente formano il palcoscenico.
L'idea che un attore possa immaginare un muro che lo divide dagli spettatori si trova ad esempio formulata nel saggio De la poésie dramatique (1758) di Denis Diderot, e serve a far comprendere la necessità di una recitazione più realistica, che presupponga che gli attori in scena si dimentichino della presenza degli spettatori.
La locuzione "rottura della quarta parete" indica invece per contrasto la situazione in cui gli attori sono consapevoli di essere osservati, e si riferiscono pertanto più o meno esplicitamente al pubblico nella loro recitazione.

## Origine
Già gli antichi Romani avevano il concetto di quarta parete, tanto che alcuni autori di commedie del III e II secolo a.C., come ad esempio Plauto, furono i primi ad attuare la "rottura della quarta parete", tecnica stilistica che prevede l'inserimento del pubblico nello spettacolo, il che era molto apprezzato dal pubblico popolare. Altri autori per lo più successivi come Terenzio preferirono invece ripristinare l'utilizzo di tale tecnica. Il concetto di quarta parete verrà poi ampiamente usato nel XIX e XX secolo nel teatro dell'assurdo da autori importanti come Bertolt Brecht e Eugène Ionesco. Anche se nasce in teatro, dove il palco convenzionale chiuso da tre lati fornisce una "quarta parete" più letterale, il termine è stato adottato da altre forme artistiche, come il cinema e la letteratura, per indicare più genericamente il confine tra il mondo della finzione e il pubblico.

## Significato
La quarta parete fa parte della sospensione dell'incredulità esistente tra l'opera di finzione e lo spettatore. Il pubblico di solito accetta implicitamente la quarta parete senza tenerla direttamente in considerazione, potendo così godere della finzione della rappresentazione come se stesse osservando eventi reali. La presenza della quarta parete è una delle convenzioni più affermate della finzione, e in quanto tale ha spinto alcuni artisti ad attirare l'attenzione diretta su di essa per ottenere un effetto drammatico. Ad esempio ne Il quarto muro di A.R. Gurney, un quartetto di personaggi ha a che fare con l'ossessione della casalinga Peggy nei confronti di un muro bianco della sua casa e viene lentamente trascinato in una serie di cliché teatrali, mentre la scenografia e l'azione sul palco vengono sempre più rivolti verso questo presunto muro.

## Rottura della quarta parete
L'espressione "rompere la quarta parete" viene usata nel cinema, nel teatro, nella televisione, nei videogiochi e nelle opere letterarie, prendendo origine dalla teoria di Bertolt Brecht del "teatro epico", sviluppata partendo da (e in contrasto con) la teoria del dramma di Konstantin Stanislavskij. Essa fa riferimento a un personaggio che si rivolge direttamente al pubblico, o che riconosce attivamente (tramite un personaggio di rottura o tramite il dialogo) che i personaggi e l'azione non sono reali. Questo produce l'effetto di ricordare agli spettatori che quello che stanno vedendo è finzione, producendo così un effetto stridente. Diversi artisti hanno usato questo effetto per dare importanza, poiché costringe il pubblico a vedere la finzione sotto una nuova luce e a guardare meno passivamente. Bertolt Brecht fu famoso per rompere deliberatamente la quarta parete, per incoraggiare il suo pubblico a pensare in modo più critico su ciò che stava guardando: il cosiddetto effetto di alienazione (Verfremdungseffekt). Tale tecnica fu adottata in ambito italiano da Luigi Pirandello in molte delle sue opere. Tra queste spicca per importanza Sei personaggi in cerca d'autore, in cui addirittura i personaggi si muovono anche al di fuori dello spazio delimitato dal palcoscenico e recitano anche in mezzo al pubblico passando per la platea.
L'improvvisa rottura della quarta parete viene spesso impiegata per ottenere un effetto comico, come sorta di non-sequitur visuale, in quanto l'inattesa rottura delle normali convenzioni della finzione narrativa sorprende il pubblico e crea umorismo. Alcuni considerano la rottura improvvisa della quarta parete così stridente che in realtà danneggia l'umorismo della storia. Comunque, quando viene impiegato coerentemente per tutta la storia, come effetto narrativo, viene solitamente (e, si potrebbe dire, paradossalmente) incorporato nella normale sospensione del dubbio del pubblico.
Questo sfruttamento della familiarità degli spettatori con le convenzioni della finzione è un elemento chiave in molte opere definite come post-moderne, che decostruiscono le regole consolidate della finzione. Le opere che infrangono o fanno riferimento diretto alla quarta parete utilizzano spesso altri strumenti post-moderni come il meta-riferimento o il personaggio di rottura. Un compromesso con tale concetto si ha spesso nel teatro di improvvisazione, nel quale al pubblico viene chiesto di interagire in qualche modo con gli attori, ad esempio votando sulla risoluzione di un mistero. In quel caso, i membri del pubblico vengono trattati come se fossero testimoni dell'azione messa in scena, divenendo effettivamente "attori", anziché essere un vero "quarto muro".

### Opere liriche
Nell'opera lirica esiste una piccola tradizione di rottura della quarta parete, che avviene quando i protagonisti si rivolgono al pubblico.
Un esempio è il finale del Gianni Schicchi, dove, con queste parole, il protagonista si rivolge al pubblico:
Ditemi voi, signori,
se i quattrini di Buoso
potevan finir meglio di così!
Per questa bizzarria
m'han cacciato all'inferno … e così sia;
ma, con licenza dei gran padre Dante,
se stasera vi siete divertiti,
concedetemi voi (Fa il gesto di applaudire)
l'attenuante! (Si inchina graziosamente)

### Film
La quarta parete viene talvolta inclusa come parte del racconto, quando un personaggio scopre di fare parte della finzione e "rompe la quarta parete" per entrare in contatto con il proprio pubblico, come accade ad esempio nel film Last Action Hero - L'ultimo grande eroe o in La rosa purpurea del Cairo, o con Stanlio e Ollio, quando - a seguito di una scena grottesca o scomoda - i due comici guardano in camera come per commentare il loro disappunto o la loro perplessità in seguito a un fatto a loro accaduto (un esempio è Ollio che, colpito in faccia da una torta, guarda al centro dell'inquadratura sbuffando poco prima di rispondere all'offesa). In queste situazioni, comunque, la "quarta parete" infranta dal personaggio rimane a far parte dello schema narrativo complessivo e la separazione tra il vero pubblico e la finzione rimane intatta.
Questo tipo di storie in realtà non rompono la quarta parete in senso stretto, ma vengono indicate più correttamente come metafinzione, o finzione che fa riferimento alle convenzioni della finzione; alla stessa maniera, questa tecnica è usata nelle serie televisive Malcolm oppure House of Cards, quando il protagonista si rivolge al pubblico spiegando i suoi pensieri e, prima ancora, nella serie poliziesca Ellery Queen, dove il protagonista, poco prima della fine dell'episodio, si rivolgeva direttamente allo spettatore fornendogli riflessioni ed elementi per individuare il colpevole del delitto. Anche nella serie televisiva degli anni 80 Magnum P.I. il protagonista e gli altri membri del cast utilizzano talvolta questo espediente narrativo. Nei film Deadpool e Deadpool 2 il protagonista, come nella sua controparte fumettistica, rompe più volte la quarta parete, rivolgendosi al pubblico e facendo capire di essere cosciente di trovarsi all'interno di un film, utilizzando termini cinematografici riferiti a sé stesso come spin-off, "casa di produzione" e nomi di attori per interpretare le parti dei personaggi.
Tra i pochi film italiani in cui viene infranta la "quarta parete" possono essere ricordati:
- Boccaccio '70, episodio "Le tentazioni del dottor Antonio": durante la sua allucinazione il moralista Antonio Mazzuolo, interpretato da Peppino De Filippo, cerca di coprire la telecamera che riprende la scena perché Anita Ekberg minaccia di spogliarsi

- Ferragosto OK
- Giallo napoletano - ultima scena
- C'era un cinese in coma - ultima scena
- Tolo Tolo
- Happy Family
- Gianni Schicchi - primi dieci minuti e ultimi due minuti

Nei film stranieri:
- Alfie film del 1966 - in tutto il film
- Alfie film del 2004 - in tutto il film
- Balle spaziali
- Crocodile Dundee 3 - ultima scena
- Enola Holmes - in tutto il film
- Deadpool - in diverse scene e dopo i titoli di coda
- Fight Club - in tutto il film
- Funny Games - in due scene finali
- Gotti - Il primo padrino - scena iniziale e scena finale
- Il grande dittatore - ultima scena
- Il grande Lebowski - ultima scena
- Io e Annie - scena iniziale, scena al cinema, scena con Allison Portchnik e scena finale
- Jersey Boys - in tutto il film
- Poliziotto in blue jeans - in tutto il film
- Shining - in diverse scene del film
- Quei bravi ragazzi - ultima scena
- Tonya - in tutto il film
- Una pazza giornata di vacanza - in tutto il film
- Whore (puttana) - in tutto il film
- (500) giorni insieme - ultima scena
- Wanted - Scegli il tuo destino - ultima scena

### Cartoni animati
Nei cartoni animati la rottura della quarta parete viene usata per scopi umoristici: ne sono esempi Bugs Bunny che ammicca al pubblico o Wile Coyote che dialoga con lo spettatore tramite cartelli nel momento in cui ha un'epifania (quando si accorge che sta per cadere in un burrone, quando il suo piano non funziona, quando Beep Beep l'ha battuto, ecc.). In alcuni film di Disney alcuni personaggi sfondano la quarta parete: Kronk e Kuzco ne Le follie dell'Imperatore, Timon e Pumbaa ne Il re leone, il Genio e il Mercante-narratore in Aladdin, ... Nella serie animata My Little Pony - L'amicizia è magica il personaggio di Pinkie Pie esce più volte dal piano della narrazione finendo a metà tra il mondo della serie e il mondo dello spettatore. In maniera diversa nel finale del film Le dodici fatiche di Asterix il protagonista rompe la quarta parete rispondendo a Obelix di non essere altro che un cartone animato, quindi che tutto era possibile. In maniera più estrema e peculiare, la rottura della quarta parete viene usata in maniera sistematica e non umoristica in Dora l'esploratrice, Little Einsteins e Il formidabile mondo di Bo, dove è il fondamento stesso delle serie: in questi cartoni animati per bambini i personaggi compiono brevi avventure, e ogni volta che si trovano davanti a un bivio o a dover fare una scelta qualunque fra più opzioni, nel dubbio, si rivolgono agli spettatori con delle domande, e restano anche silenziosamente in attesa per alcuni secondi per dare il tempo di rispondere.
Questa operazione avviene inoltre nella serie animata La casa di Topolino, dove il protagonista chiede ai bambini che assistono allo spettacolo di effettuare esercizi ginnici, passi di danza, operazioni di conto, scelte tra diverse opzioni, ecc., in The Garfield Show quando ci sono persone che vanno da Garfield stesso registrando lui, oppure quando il gatto fa osservazioni, ecc. In A Casa dei Loud Lincoln si rivolge verso di noi e dice cosa succede, che cosa vorrebbe avere e anche le abitudini di certe persone, ecc. In Ultimate Spider-Man il protagonista sfonda la "quarta parete" per fare utilizzo di battute con lo spettatore per ottenere un effetto umoristico - demenziale. In altri casi il rivolgersi al pubblico vede la comunicazione di un messaggio o di una morale che si può ricavare dalla puntata, anche se non si tratta di uno spettacolo a fine pedagogico in senso stretto. Così fanno i personaggi di diversi cartoni della Filmation alla fine di ogni episodio, in BraveStarr, He-Man, Filmation's Ghostbusters.

### Fumetti
Anche nei fumetti la quarta parete viene abbattuta spesso: oltre al già citato Deadpool, l'Uomo Porpora e She-Hulk, famosi personaggi della Marvel Comics, sono subito consapevoli di essere un fumetto, rivolgendosi spesso ai lettori (spesso con intento umoristico), cosa che in alcuni casi fanno anche due celebri supercattivi della DC Comics, Lobo e il Joker. Nei manga giapponesi, lo stesso vale per Dark Schneider di Bastard!!, per Ryo Saeba di City Hunter, per Akira Fudo di Devilman e per molti manga di Shintarō Kago. Anche i personaggi di Topolino o altre pubblicazioni Disney talvolta si rivolgono ai lettori. Nel fumetto di Tiziano Sclavi, Dylan Dog, la quarta parete viene spesso (ma non sempre) rotta da Groucho, con effetto comico. Anche nelle storie di Lupo Alberto la quarta parete è stata rotta in alcune occasioni.

### Videogiochi
Vari esempi di rottura della quarta parete vengono riproposti anche in numerosi videogiochi, come ad esempio nella saga di Sonic the Hedgehog, in cui il personaggio utilizzato potrebbe, se non riceve comandi dal giocatore, voltarsi verso lo schermo con aria perplessa o commentare la cosa. Un esempio molto popolare è presente nel videogame Metal Gear Solid in cui uno degli antagonisti, Psycho Mantis, dimostra di essere in grado di "leggere la memoria" del protagonista Solid Snake, elencando alcuni giochi salvati nella memory card e utilizzando la telecinesi per attivare i comandi del controller Dual Shock. Altro esempio è anche il videogioco Deadpool, ispirato all'omonimo personaggio dei fumetti Marvel (tra l'altro celebre per essere una delle figure che più ricorre all'abbattimento della quarta parete), in cui il protagonista in molte parti del gioco parla direttamente al giocatore, dandogli consigli e spesso anche canzonandolo.
Nel videogioco per Game Boy di Pokémon Rosso e Blu, il giocatore può recarsi nella sede immaginaria dei programmatori della Game Freak, ad Azzurropoli, lì potrà trovare un computer, che se selezionato rivelerà di essere "il programma del gioco" e la finestra di dialogo affermerà che toccandolo il gioco stesso potrebbe esplodere. Sempre nello stesso videogioco, è possibile trovare un personaggio a Lavandonia, che chiede al giocatore se crede agli spettri. Se il giocatore risponde negativamente, il personaggio affermerà di aver visto una mano bianca sulla spalla del giocatore, salvo poi dichiarare di aver avuto un'allucinazione. Entrambi i casi sono abbattimenti della quarta parete.
Un esempio ancor più recente è poi il gioco Undertale in cui, durante i combattimenti contro personaggi come Papyrus e Undyne, questi suggeriscono al giocatore le azioni da compiere, oppure come Flowey che, invece, può corrompere i salvataggi e/o chiudere il gioco e anche Sans che verso la fine del gioco ci dirà quanti EXP e LOVE abbiamo, inoltre durante le sue battute si girerà verso la cosiddetta quarta parete. Anche Gilgamesh, uno dei personaggi icona della famosa serie di fantasy in stile rpg Final Fantasy e proveniente da Final Fantasy V (apparso pure in capitoli successivi e remake) presenta la capacità di viaggiare attraverso le dimensioni e rompere la quarta parete.
Esempio invece più largamente esteso a un'intera saga di videogiochi è quello che vede la serie di Monkey Island della LucasArts, dove sia il protagonista (Guybrush Threepwood) sia i vari personaggi secondari fanno spesso riferimenti al sistema di gioco, facendo intuire al giocatore che più o meno tutte le entità sono a conoscenza del fatto che facciano parte di un videogame. Questa caratteristica è stata ripresa in maniera ancora più evidente nella recente avventura grafica di Ron Gilbert (autore del primo gioco LucasArts, Maniac Mansion, ora sviluppatore indipendente in seguito allo scioglimento dell'azienda) Thimbleweed Park. Un altro esempio è rappresentato dalla visual novel Doki Doki Literature Club!, o ancora la studentessa Midori Gurin in Yandere Simulator.
Altro caso in cui i personaggi si rendono conto di far parte di un gioco è nel mondo di Destiny in cui Orin sa che fa tutto quanto parte del gioco di uno spettatore esterno. Personaggi come gli Ahamkara e Savathun inoltre conversano con il lettore e cercano di entrare e affermarsi nel suo mondo.
In "The Wardrobe" la quarta parete viene infranta ogni volta che si presenta un'azione insensata dal giocatore e Skinny (il protagonista del gioco) vi si presenta con tono ironico o talvolta aggressivo.
Ancora, nel videogioco Assassin's Creed II si può assistere ad un caso di rottura della quarta parete. Dopo l'ultimo combattimento del gioco in cui Ezio Auditore sconfigge Rodrigo Borgia, il Maestro Assassino accede ad una cripta nascosta e parla con l'ologramma della dea Minerva. La dea sa di essere in contatto con il protagonista "contemporaneo" Desmond Miles, il quale accede ai ricordi di Ezio attraverso l'Animus, e nel rivolgersi a Desmond volge lo sguardo verso il videogiocatore rompendo sia la quarta parete dell'Animus che quella del gioco stesso.
Un videogioco che fa della rottura della quarta parete una meccanica attiva ed integrata è Eternal Darkness: Sanity's Requiem dove con l'abbassarsi della sanità mentale il personaggio subisce allucinazioni sempre peggiori. Queste allucinazioni possono riguardare il giocatore invece che il personaggio facendogli provare una paura vera. Come quando il gioco simula la disconnesione del controller durante un combattimento, la perdita di tutti i dati di gioco della memory card o una schermata blu di crash del sistema... salvo scoprire pochi secondi dopo che nulla era veramente accaduto. La rigiocabilità stessa implementa la rottura della quarta parete fornendo l'integrazione nella storia del motivo per cui il giocatore, per sbloccare il finale segreto, deve rifare il gioco 3 volte percorrendo tutti i 3 cammini diversi.